# Представяне на знание
Представяне на знание (на английски: Knowledge representation - репрезентиране, репрезентация или представяне на знание) е област от изкуствения интелект, чиято фундаментална цел е да представя знанието по начин, който улеснява заключаването, ваденето на заключения от знание. То анализира как да се мисли формално, как да се използва символна система за представянето, репрезентирането на областта на някой дискурс, заедно с функциите, които позволяват да се извършват съответните заключения (или формализираното мислене) за обектите.
|  | Тази страница частично или изцяло представлява превод на страницата Knowledge representation and reasoning в Уикипедия на английски. Оригиналният текст, както и този превод, са защитени от Лиценза „Криейтив Комънс – Признание – Споделяне на споделеното“, а за съдържание, създадено преди юни 2009 година – от Лиценза за свободна документация на ГНУ. Прегледайте историята на редакциите на оригиналната страница, както и на преводната страница, за да видите списъка на съавторите. ВАЖНО: Този шаблон се отнася единствено до авторските права върху съдържанието на статията. Добавянето му не отменя изискването да се посочват конкретни източници на твърденията, които да бъдат благонадеждни. |